# Repaš
Repaš je naseljeno mjesto u Općini Molve.
Na popisu 2001. imalo je 539 stanovnika. Nalazi se u šumovitom okruženju u Prekodravlju i glavno bogatstvo su mu šume i vode, s raznolikim biljnim i životinjskim svijetom. Stanovništvo se uglavnom bavi poljoprivredom.
Mjesto ima područnu školu (prva četiri razreda), koja pripada Osnovnoj školi Molve, nogometni klub i dobrovoljno vatrogasno društvo. Također i filijalnu crkvu Srca Isusova, a pripada Župi Molve. 
Od 1993. do 1997. Repaš je pripadao Općini Gola. Ima zaseban mjesni odbor. Na izborima za Vijeće Mjesnog odbora Repaš 2011. godine pobijedio je HSS, a vijećnike ima još i HDZ.

## Stanovništvo
| broj stanovnika |       |       |       | 646   | 884   | 1141  | 1042  | 1046  | 1073  | 979   | 917   | 821   | 692   | 576   | 539   | 468   | 354   |
|                 | 1857. | 1869. | 1880. | 1890. | 1900. | 1910. | 1921. | 1931. | 1948. | 1953. | 1961. | 1971. | 1981. | 1991. | 2001. | 2011. | 2021. |

## Šport
- ŠNK Repaš